# Edwin Ubiles
Edwin E. Ubiles (Brooklyn, 26 novembre 1986) è un ex cestista statunitense naturalizzato portoricano.

## Carriera
Con Porto Rico ha disputato i Giochi panamericani dei Guadalajara 2011.

## Palmarès
- All-NBDL First Team (2012)
- NBA Development League Rookie of the Year Award: 2012